# Monotoma hoffmanni
Monotoma hoffmanni es una especie de coleóptero de la familia Monotomidae.

## Distribución geográfica
Habita en México.